# Hidetada Tokugawa
Hidetada Tokugawa (jap. 徳川 秀忠 Tokugawa Hidetada; ur. 2 maja 1579, zm. 14 marca 1632) – drugi siogun z rodu Tokugawa. Rządził w latach od 1605 do 1623. Był trzecim synem Ieyasu Tokugawy, założyciela dynastii siogunów Tokugawa.

## Wczesne lata (1579–1593)
Hidetada Tokugawa urodził w 1579 roku jako trzeci syn Ieyasu Tokugawy i jednej z jego konkubin. Wydarzyło się to krótko po tym jak macocha Hidetady (oficjalna żona Ieyasu) i jego przyrodni brat Nobuyasu Tokugawa zostali ścięci za podejrzenie o spiskowanie z Shingenem Takedą, w celu usunięcia Ieyasu. Poprzez zabicie swojej żony i jej domniemanych współspiskowców, Ieyasu zdeklarował się po stronie klanu Oda na czele z Nobunagą w konflikcie z klanem Takeda, któremu przewodził Shingen.
Prowincja Mikawa była według tradycji siedzibą rodu Tokugawa. Dlatego w 1590 r., nowy władca Japonii, Hideyoshi Toyotomi wysłał Ieyasu Tokugawę do ataku na włości rodu Hōjō. Wydarzenie to znane jest jako "oblężenie Odawary (1590)". Aby zwerbować Ieyasu do tej kampanii, Hideyoshi obiecał mu osiem prowincji w regionie Kantō, wliczając w to miasto Edo w zamian za kontrolowane przez niego pięć prowincji. Dla pewności, że Ieyasu pokona klan Hōjō (wcześniej klan Hōjō był w dobrych stosunkach z klanem Tokugawa), Hideyoshi zabrał jedenastoletniego Nagamaru jako zakładnika. W 1592 r. Hideyoshi przewodził ceremonii wejścia Nagamaru w wiek dorosły. Podczas tej ceremonii syn Ieyasu zmienił dziecięce imię Nagamaru na Hidetada. Został też ogłoszony następcą rodziny Tokugawa, będąc najstarszym żyjącym synem Ieyasu i jego faworyty (wcześniej najstarszy syn Ieyasu został ścięty, a drugi został adoptowany przez Hideyoshiego). W 1593 r. Hidetada wrócił do swojego ojca.

## Wczesne osiągnięcia militarne ibitwa pod Sekigaharą(1593–1605)
Wiedząc, że śmierć przyjdzie zanim jego syn Hideyori Toyotomi osiągnie wiek pełnoletni, Hideyoshi wyznaczył pięciu regentów (jednym z nich został ojciec Hidetady, Ieyasu), aby rządzili w zamku jego syna. Hideyoshi miał nadzieję, że ostra rywalizacja pomiędzy regentami uniemożliwi jednemu z nich przejęcie pełni władzy. Jednakże po śmierci Hideyoshiego w 1598 r. regenci zapomnieli o lojalności i zaczęli rywalizować o władzę w państwie. Ieyasu Tokugawa był najsilniejszym z nich i zaczął gromadzić wokół siebie "frakcję wschodnią" (inaczej: armię wschodnią - tōgun). "Frakcja zachodnia" (inaczej: armia, koalicja zachodnia - seigun) zgromadziła się wokół Mitsunariego Ishidy. Obie strony starły się w bitwie pod Sekigaharą, gdzie zwyciężyła strona Tokugawy.
W 1600 r. Hidetada poprowadził armię ojca w sile 16 tys. samurajów w kampanii przeciwko sprzymierzonemu z zachodnią frakcją klanowi Uesugi w prowincji Shinano. Ieyasu w niedługi czas potem wydał mu rozkaz, aby zmienił kierunek marszu i skierował oddziały w stronę Sekigahary, gdzie według Ieyasu miało dojść do bitwy z armią zachodnią. Jednakże, klan Sanada zdołał zatrzymać siły Hidetady, co spowodowało, że przybył on za późno, aby wspomóc swego ojca. Po tym wydarzeniu relacje pomiędzy Ieyasu a Hidetadą nigdy się już nie poprawiły.
W 1603 r., cesarz Go-Yōzei dał inwestyturę Ieyasu na tytuł sioguna. Automatycznie Hidetada został jego następcą. W 1605 r. Ieyasu abdykował i złożył prośbę do cesarza o inwestyturę dla swego syna, który jeszcze w tym samym roku został siogunem.

## Rządy Hidetady jako sioguna (1605–1623)
Aby uniknąć losu swojego poprzednika, Ieyasu założył dynastię siogunów poprzez zrzeczenie się tytułu i przekazanie go w ręce Hidetady w 1605 r. Ieyasu, już jako "emerytowany siogun" (ō-gosho) nadal sprawował władzę do 1616 r., choć to Hidetada wydawał rozkazy jako głowa biurokracji bakufu.
Gdy Hidetada został siogunem, ożenił się z Oeyo (z rodziny Oda, klanu Taira) i miał dwóch synów: Iemitsu i Tadanagę. Posiadał także dwie córki: 
- Sen (Sen-hime) - żonę Hideyori, ostatniego przywódcy rodu Toyotomi,
- Kazuko poślubioną cesarzowi Go-Mizunoo.

Po śmierci Ieyasu w 1616 r., Hidetada przejął całkowitą kontrolę nad bakufu. Wzmocnił trzymaną w rękach rodu Tokugawa władzę przez zacieśnienie relacji z cesarskim dworem. Aby to uczynić wydał za cesarza Go-Mizunoo swoją drugą córkę Kazuko. Małżeństwo to wydało na świat dziewczynkę, która odziedziczyła "wieczny tron" jako cesarzowa-władczyni Meishō. Za jego panowania miasto Edo stało się centrum kultury i władzy bakufu.

## Ō-goshoHidetada (1623–1632)

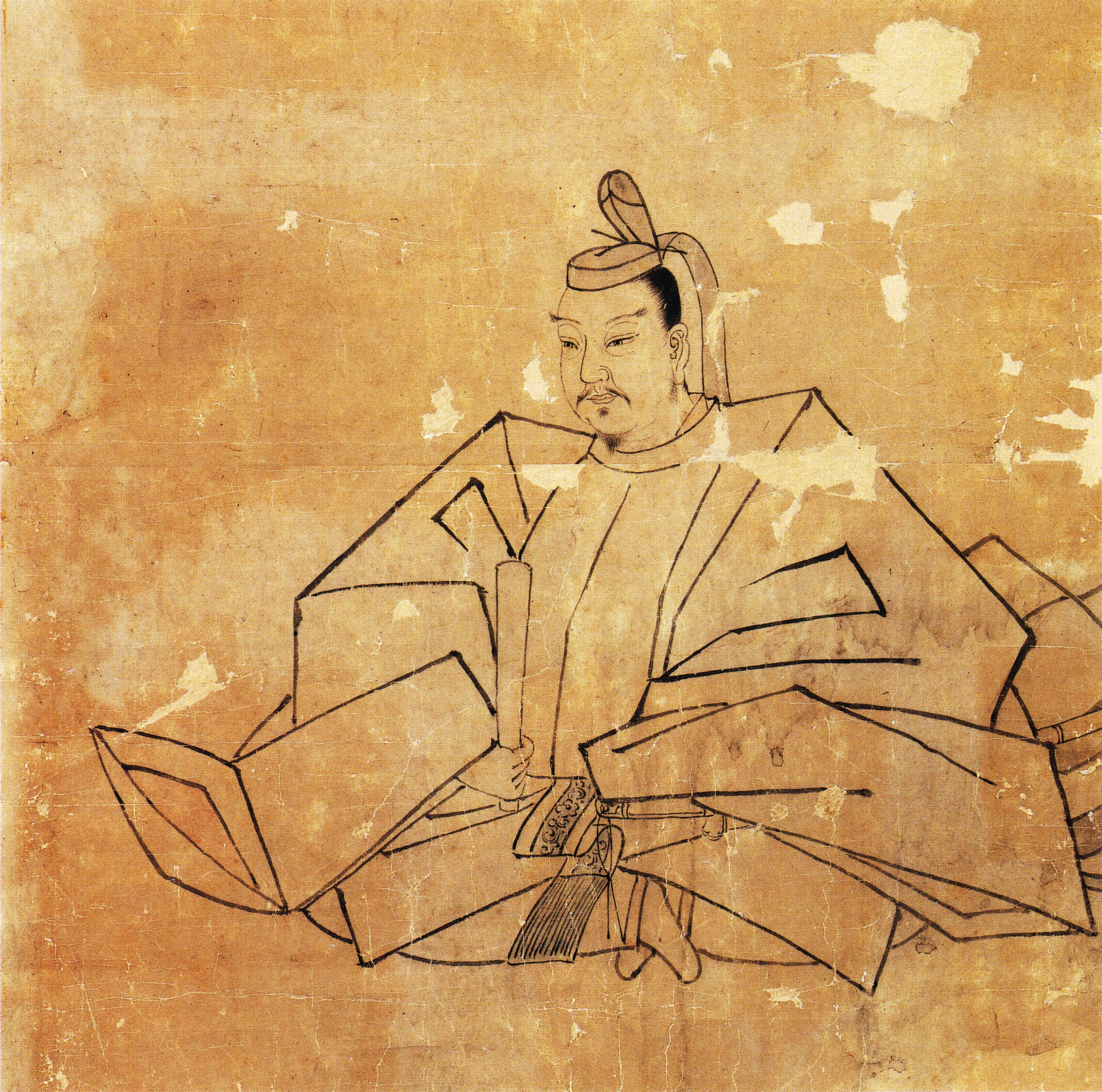
Hidetada Tokugawa

W 1623 r. Hidetada zrezygnował z rządów na rzecz swojego starszego syna i następcy, Iemitsu Tokugawy. Tak samo jak ojciec, Hidetada został ō-gosho, lub inaczej "siogunem w stanie spoczynku", zachowując nadal pełnię władzy. Uchwalił drakońskie, antychrześcijańskie prawo. Spalił chrześcijańskie książki, siłą zmusił chrześcijańskich daimyō do samobójstw, rozkazał innym chrześcijanom apostazję i skazał na karę śmierci 55 chrześcijan (Japończyków i obcokrajowców), którzy nie wyrzekli się wiary lub nie uciekli do Nagasaki w 1628 roku.
Hidetada zmarł w 1632 r.

## ErybakufuHidetada
Lata rządów siogunów dzielone są na ery zwane nengō.
- Keichō (1596-1615)
- Genna (1615-1624)